# ممیستور

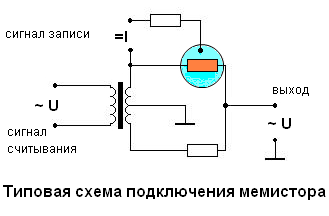
ممیستور

مِمیستور (به انگلیسی: memistor) یک عنصر مداری نانوالکتریکی است که در فناوری حافظه محاسبات موازی استفاده می‌شود. اساساً، یک مقاومت با حافظه که قادر به انجام عملیات منطقی و ذخیره اطلاعات است، آن یک پیاده‌سازی سهپایانهای از ممریستور است.

## تاریخچه
در حالی که ممریستور بر اساس یک عنصر مدار دوپایانه‌ای تعریف می‌شود، پیاده‌سازی از یک افزاره سه‌پایانه‌ای به نام ممیستور وجود داشت که توسط برنارد ویدرو در سال ۱۹۶۰ توسعه داده شد. ممیستورها اجزای اساسی یک معماری شبکه عصبی به نام آدالاین را تشکیل می‌دادند که توسط ویدرو توسعه داده شده بود. ممیستور همچنین در مدالاین استفاده شد.

## ماهیت
در یکی از گزارش‌های فنی ممیستور به صورت زیر توصیف شده بود:
ممیستور، مانند ترانزیستور، یک عنصر سه‌پایانه‌ای است. رسانایی بین دو پایانه توسط انتگرال زمانی جریان در پایانه سوم کنترل می‌شود، نه مقدار لحظه‌ای آن مانند ترانزیستور. عناصر تکرارپذیری ساخته شده‌اند که به‌طور پیوسته متغیر هستند (هزاران سطح ذخیره‌سازی آنالوگ ممکن) و معمولاً مقاومت آنها از ۱۰۰ اهم تا ۱ اهم متغیر است و این محدوده را در حدود ۱۰ ثانیه با چندین میلی‌آمپر جریان اندودکاری پوشش می‌دهند. تطبیق‌سازی با جریان مستقیم انجام می‌شود در حالی که حسگری ساختار منطقی نورون به صورت غیرمخرب با عبور جریان‌های متناوب از آرایه‌های سلول‌های ممیستور انجام می‌شود.
از آنجایی که رسانایی به‌صورت کنترل‌شده توسط انتگرال زمانی جریان، همان‌طور که در نظریه ممریستور چوا آمده است، توصیف شده است، ممریستور ویدرو را می‌توان به عنوان نوعی ممریستور با سه پایانه به جای دو پایانه در نظر گرفت. با این حال، یکی از محدودیت‌های اصلی ممریستورهای ویدرو این بود که آنها از یک سلول آبکاری الکتریکی ساخته شده بودند، نه به‌صورت یک عنصر مدار حالت جامد. عناصر مدار حالت جامد برای دستیابی به مقیاس‌پذیری مدار مجتمع مورد نیاز بودند که تقریباً همزمان با اختراع ممریستور ویدرو محبوبیت پیدا می‌کرد.
مقاله‌ای در ArXiv نشان می‌دهد که ماسفت گیت‌شناور و همچنین سایر «ترانزیستورهای حافظه» سه‌پایانه‌ای را می‌توان با استفاده از معادلات سیستم‌های دینامیکی به روشی مشابه سیستم‌های ممریستور مدل‌سازی کرد.